# Спишки замак
Спишки замак (слч. Spišský hrad) је замак у Словачкој, која спада у највеће у средњој Европи. Смештен је на истоку земље, изнад села Жехре у округу Спишка Нова Вес у области Спиш. Подигнут је на каменом врху брда које потпуно доминира околином. Словенска дрвена утврда је у XII веку замењена каменом која је током наредних векова проширивана и дограђивана. Њен већи део је страдао у пожару 1780. године и од тада је изложена пропадању, али и без обзира на урушеност већег њеног дела, она и даље својим изгледом и положајем делује монументално на све који се нађу у њеној близини. Неки њени делови су обновљени у другој половини XX века и у њему је данас смештен музеј. Од 1993. године се налази на УНЕСКОвом списку светске баштине (#620) заједно са:
- Спичши замак (слч. Spišský hrad) центар краљевске моћи на Спишу,
- Спишком Капитулом (слч. Spišská Kapitula) мало утврђено насеље центар црквене можи,
- Спишким Подхрадом (слч. Spišské Podhradie), насеље са привредним значајем.

## Прошлост
Не зна се када је тачно подигнута прва утврда на овом месту, али је то било највероватније у IX веку, ако не и раније, у доба када су локални Словаци подизали своје прве утврде широм данашње Словачке. Дрвена тврђава је у XII веку замењена каменом, грађеном у романском стилу у којој је смештено средиште Спишке жупаније.
Замку је у другој половини XIII века додат двоспратни романски дворац и тробродна базилика у романско-готском стилу. У XIV веку је подигнуто још једно подграђе, коме се током велике обнове спроведене у XV веку придружило и треће. Поред подграђа у XV веку су бедеми додатно ојачани и повишени, а у склопу замка је око 1470. године подигнута капела у касноготском стилу. Запоље су током своје владавине замком подигле у његовом срцу типичну ренесансну палату.
Замак је тешко страдала у пожару 1780. године и од тада је препуштена зубу времена, да би тек у другој половини XX века неки њени делови били обновљени.

### Власници Спишког замка
Током своје вишевековне историје Спишки замак се налазио под контролом различитих властелинских породица:
- Краљеви Мађарске (XI век - 1464)
  - Арпадовићи (XI век-1301)
  - Анжујци (1301—1386)
- Породица Запоља (слч. Zápoľský) (1464—1528)
- Породица Турзо (1531—1635)
- Породица Чак (мађ. Csák) (1638—1945)

По окончању Другог светског рата Спишки замак је национализован и од тада се налази у рукама државе.

## Спишки замак данас
У Спишком замку се данас налази музеј и он представља велику туристичку атракцију, јер га је само током 2006. године посетило око 150.000 туриста.
Његов изглед и локација привукли су и ствараоце седме уметности којима је послужио као сценографија за неколико филмова:
- Змајево Срце (1996)
- Феникс
- Кал Освајач (1997)
- Зима једног Лава (2003)
- Последња Легија (2006)

## Галерија фотографија
- Једна од кула у замку
- Округли Донжон
- Спишки замак